# Pic de Bizkarzé
Le pic de Bizkarze (1 657 m) est un sommet du Pays basque français à l'extrémité sud-ouest de la province de Soule.

## Toponymie
Bizkar, qui signifie 'dos' en basque, est un terme fréquemment utilisé en toponymie ; il est ici renforcé d'un suffixe -tze.

## Géographie

### Topographie
Le massif du Bizkarzé est un appendice au sud de la ligne de partage des eaux pyrénéenne, à l'ouest du pic d'Orhy.

## Voies d'accès
On y accède depuis le col Bagargui entre Larrau et la forêt d'Iraty.